# GMG Airlines
GMG Airlines was een luchtvaartmaatschappij uit Bangladesh met haar thuisbasis in Dhaka.

## Geschiedenis
GMG Airlines werd in 1997 opgericht.

## Diensten
GMG Airlines voerde in juli 2007 lijnvluchten uit naar:
Binnenland:
- Barisal, Chittagong, Cox's Bazar, Dhaka, Jessore, Sylhet.

Buitenland:
- Bangkok, Calcutta, Delhi, Kathmandu, Kuala Lumpur.

## Vloot
De vloot van GMG Airlines bestond in november 2007 uit:
- 2 Douglas DC-9-80
- 2 Dash DHC-8-100
- 2 Dash DHC-8-300